# Obeliszk (biológia)
Az obeliszk elsőként egy 2024. novemberi tanulmányban leírt típusú „viroidszerű elem”, melynek szerzői szerint „az obeliszkek saját filogenetikai csoportot alkotnak”, mivel számítógéppel segített metatranszkriptomika révén felfedezett RNS-ük nem homológ más élőlények genetikai kódjával. 2024-ben csak kevés módszer érhető el ezek új generációs szekvenálással való elemzésére.
Mivel a más élőlényekkel való kapcsolatuk ismeretlen, az incertae sedisre jó példák.

## Történet
Az obeliszkeket először egy 2024. januári preprintben írták le, mely 2024 novemberében jelent meg a Cell folyóiratban. Ennek szerzői 15 különböző típusát írták le, ezek az obeliszk-α–obeliszk-ξ és az obeliszk-S.s.

## Méret
Az obeliszk-α 1164, az obeliszk-β 1182, az obeliszk-S.s 1137 nukleotidból áll. A 2024-ben ismert legkisebb az obeliszk-ι 733, a legnagyobb az obeliszk-κ 1372 nukleotiddal.

## Elterjedés és patológia
Az obeliszkeket megtalálták humán székletmintákban és szájban élő Streptococcus sanguinis-példányokban. Egyes alanyokban több mint 300 napig voltak obeliszkek. A tanulmány a székletminták 7, a nyálminták 50%-ában mutatott ki obeliszkeket minden kontinensen élő emberekben.
Az obeliszkek emberi egészségre gyakorolt hatása (ha van) ismeretlen, ahogy az életciklusuk és a replikációjuk tényezői is.
Egy, a Stanford egyetemen végzett kutatás szerint mintegy 30 000 ismert feltételezett obeliszk van mintegy 1000 bázissal.

## Genetika és biokémia
Az obeliszkekre jellemzők a mintegy 1000 bázispár hosszú körkörös RNS-genom és az egész genomra kiterjedő oszlopszerű másodlagos szerkezetek. A viroidokkal szemben RNS-ük fehérjékre (oblinok) transzlálódik. A preprintben szereplő 2 fehérje az oblin-1 és az oblin-2.
Az első fehérjeszerkezet-előrejelzések szerint az oblin-1 fémionkötő lehet, így fontos lehet a sejtkommunikációban, az oblin-2 a fehérjekomplexekre jellemző kötőhellyel rendelkezik, így gazdasejtje enzimjeihez köthet.

## Ökológia
A Streptococcus sanguinis SK36 obeliszk-S.s-sel rendelkezik, mely magas tápanyagtartalom mellett nem szükséges a növekedéséhez.

## Név
A tanulmány az oszlopszerű másodlagos szerkezetre hivatkozva az RNS-csoportot obeliszk-α-nak nevezte.

## Fordítás
Ez a szócikk részben vagy egészben  az   Obelisk (biology) című angol Wikipédia-szócikk ezen változatának fordításán alapul.  Az eredeti cikk szerkesztőit annak laptörténete sorolja fel. Ez a jelzés csupán a megfogalmazás eredetét és a szerzői jogokat jelzi, nem szolgál a cikkben szereplő információk forrásmegjelöléseként.